# Pietro Paolo Raggi

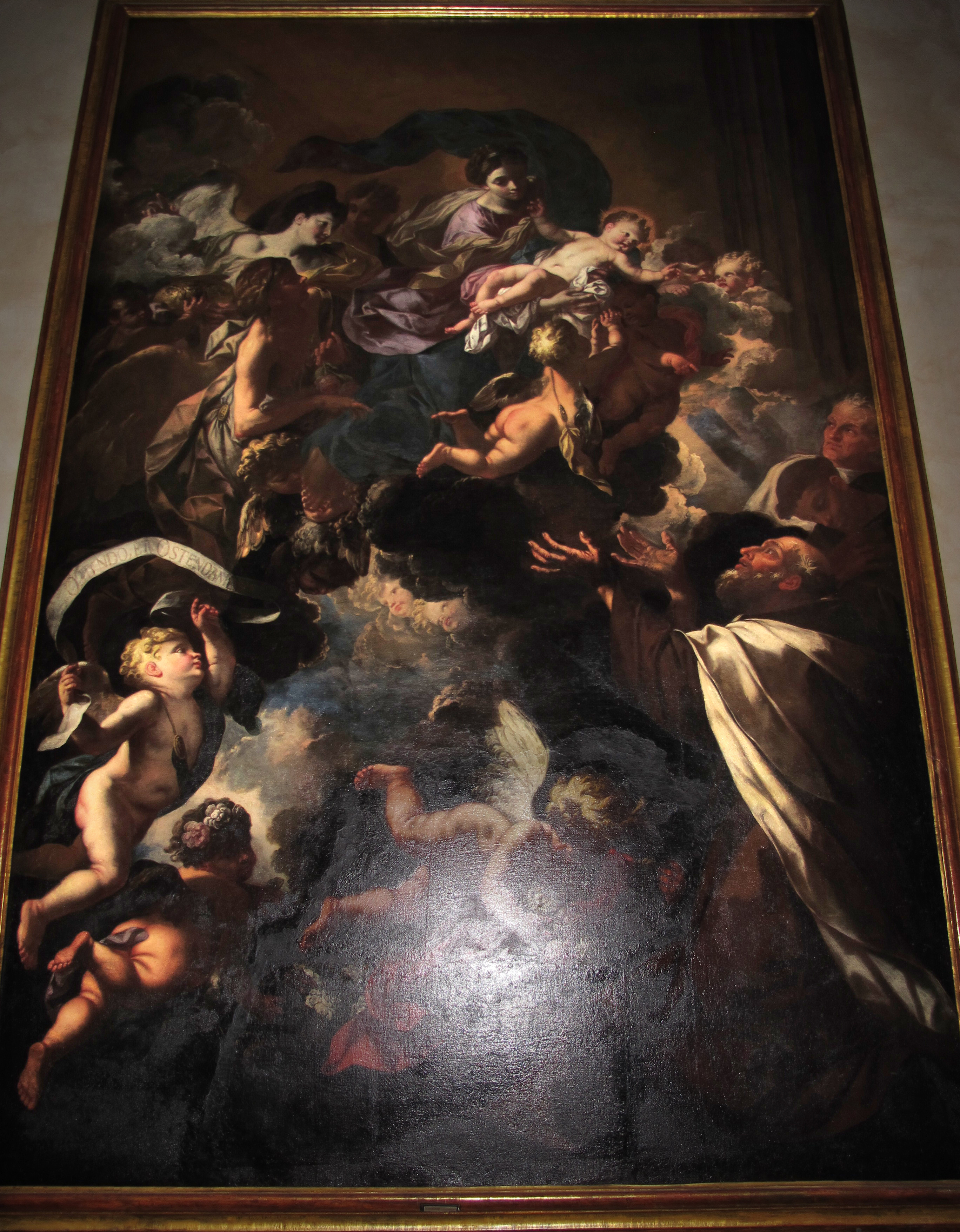
Apparizione della Madonna col Bambino a san Simone Stock, chiesa di Nostra Signora del Carmine e Sant'Agnese, Genova

Pietro Paolo Raggi (Genova, 1646 circa – Bergamo, 1724) è stato un pittore italiano esponente del Barocco genovese che operò soprattutto in Italia settentrionale.

## Biografia
Appresi i primi rudimenti dell'arte della pittura a Venezia si stabilì a Genova, dove lasciò diverse opere, tra le quali il grande dipinto che raffigura “San Bonaventura davanti al Crocifisso” nella chiesa della S.S. Annunziata del Vastato.
Il suo carattere inquieto lo portò a peregrinare in varie città.
Dopo aver trascorso periodi a Torino, a Savona e Lavagna (in provincia di Genova, nella riviera di Levante), si stabilì a Bergamo, dove dipinse “Maddalena portata in Paradiso dagli Angeli”, nella chiesa di S. Marta e dove morì nel 1724.
Si ricordano di lui anche dipinti di paesaggi e scene di Baccanali.
Secondo Carlo Giuseppe Ratti (“Storia de' pittori scultori et architetti liguri e de' forestieri che in Genova operarono” - 1762) fu un uomo inquieto, irascibile e perennemente insoddisfatto (“Fu il Raggi di statura macro e macilente, d'umore come dicemmo fantastico ed impocondriaco, facile ad incollorirsi per certo naturale sulfuro che il predominava e timoroso d'esser stregato”).
Sempre il Ratti aggiunge che “Fu celebre nel'aggiustare ed aggiunger quadri di buoni maestri ed uno ne aggiunse tra' li molti che sempre mai accomodò, del Greghetto, nel quale introdusse altre figure ed animali a meraviglia bene e tanto che 'l tutto parea dello stesso autore”. A Bergamo lavorarono come pittrice la figlia Rosa e come doratore il figlio Francesco il cui figlio Giovanni proseguì nell'arte della pittura sotto la scuola di Giambattista Tiepolo.
Lo storico dell'arte Francesco Tassi, nella biografia del pittore, scrive che il Raggi apprezzava il buon vino e i committenti, a conoscenza di questa sua debolezza, per ottenere che le opere richieste gli fossero consegnate in modo sollecito ed egregiamente eseguite, solevano fargli dono di "scelti vini".